# Skazany (film 1976)
Skazany – polski film psychologiczny z 1976 roku w reżyserii Andrzeja Trzosa-Rastawieckiego. 
Zdjęcia do filmu kręcono w Gdyni (skwer Kościuszki, restauracja "Panorama" na Kamiennej Górze, Orłowo, ul. Świętojańska i Starowiejska) oraz w Warszawie (gmach sądu przy Alei Solidarności).

## Fabuła
Ryszard Bielczyk to organizator imprez. Jego życie nie jest ustabilizowane. Ma tylko starszego brata – Zygmunta, który jest trenerem bokserskim. Nie czuje z nim bliskiej więzi. Kiedy dowiaduje się, że Zygmunt jest nieuleczalnie chory, stara się mu pomóc. Nie sprzeciwia się, kiedy brat chce popełnić samobójstwo. Ryszard zostaje oskarżony o zaniechanie udzielenia pomocy.

## Obsada
- Wojciech Pszoniak – Ryszard Bielczyk
- Zdzisław Kozień – Zygmunt Bielczyk, brat Ryszarda, trener bokserski
- Zygmunt Hübner – prokurator Edward Sanecki
- Piotr Pawłowski – sędzia Michał Kulczycki
- Zbigniew Zapasiewicz – adwokat Tadeusz de Virion
- Irena Karel – aktorka Krystyna
- Gabriela Kownacka – Kasia
- Stefan Mienicki – prezes klubu sportowego "Korona"
- Wirgiliusz Gryń – nowo zatrudniony trener bokserski
- Tadeusz Jastrzębowski – Jan Madyjski, biegły lekarz zeznający w sądzie
- Stanisław Michalski – działacz sportowy zeznający w sądzie
- Andrzej Polkowski – lekarz opiekujący się Zygmuntem
- Krystyna Wolańska – sekretarka w klubie "Korona"
- Tomasz Lengren – mechanik w warsztacie motocyklowym
- Lech Grzmociński – motocyklista
- Jerzy Kiszkis – motocyklista
- Andrzej Krasicki – inspektor śledczy
- Zygmunt Lebica – sierżant MO
- Czeslaw Mroczek – dozorca
- Maria Dutkiewicz – sekretarka w "Estradzie"
- Jerzy Łapiński – aktor na próbie
- Juliusz Lubicz-Lisowski – mężczyzna omawiający sprawę wyjazdu Ryszarda do Szwecji
- Edmund Karwański
- Obsada dubbingu:
  - Piotr Fronczewski jako prezes klubu sportowego (rola Stefana Mienickiego) oraz lektor przedstawiający wprowadzenie do akcji.